# Richard Risser
Richard Risser (* 4. August 1906 in Mannheim; † 1996 in Garmisch-Partenkirchen) war ein deutscher Ingenieur und Manager.

## Leben
Risser studierte an der Technischen Hochschule München Ingenieurwissenschaften. 1927 wurde er im Corps Ratisbonia München recipiert. Nach der Promotion zum Dr.-Ing. (1933) ging er zur August Thyssen-Hütte AG. Er stieg dort über eine Tätigkeit als Arbeitsdirektor zum Mitglied des Vorstands auf. 1959 wurde er auch Vorstandsvorsitzender der Niederrheinischen Hütte AG bestellt.

## Werke
- Betriebswirtschaftliche Maßnahmen zur Leistungssteigerung in der Eisenhüttenindustrie. Verlag Stahleisen, Düsseldorf 1940.